# José Ramón Romo
José Ramón González Romo (Siviglia, 12 ottobre 1963) è un ex calciatore spagnolo.
In attività giocava nel ruolo di centrocampista. Ha giocato quasi interamente per tutta la sua carriera con la maglia del Real Betis e, in generale, in squadre andaluse. Dopo il ritiro ha lavorato come autista di autobus a Siviglia.